# Vallis
En astrogeologia, vallis (plural valles, abr. VA) és una paraula llatina que significa «vall» que la Unió Astronòmica Internacional (UAI) utilitza per indicar una superfície planetària consistent en una vall o conjunt de valls d'extensió considerable, tot i que no especialment profunds (en aquest cas es reserva el descriptor chasma). És un terme regulat per la Unió Astronòmica Internacional, que per a l'assignació de noms a nous valles segueix els criteris següents, si no hi ha un criteri més genèric per al cos celeste en qüestió:
- A Mercuri: noms d'instal·lacions de radioastronomia (ex.: Arecibo Vallis).
- A Venus: noms del planeta Venus en diferents idiomes, per a valles de més de 400 km de longitud (ex.: Ahsabkab Vallis, a partir del nom maia de Venus en el cel matutí); noms de deesses fluvials, per a valles de menys de 400 km de longitud (ex.: Fufei Vallis, a partir de la deessa xinesa del riu Lo).
- A la Lluna: noms de trets topogràfics propers.
- A Mart: noms del planeta Mart en diferents idiomes, per a valles grans (ex.: Tiu Valles, a partir del nom de Mart en l'antic germànic occidental); noms clàssics i moderns de rius terrestres, per a valles més petits (ex.: Paraná Valles). En aquest cas hi ha la notable excepció del gran Valles Marineris, batejat en honor de la sonda que el descobrí, la Mariner 9.
- A Ió: noms de trets topogràfics propers.

A l'abril de 2018, la UAI tenia reconeguts 245 valles.